# Merenhor
Merenhor was een farao van de 7e dynastie van de Egyptische oudheid. Zijn naam betekent: Geliefd door Horus.

## Biografie
Van deze koning is zeer weinig bekend. Zijn naam komt voor in de Koningslijst van Abydos. Geen artefacten of overblijfselen zijn gevonden.